# Intel 80130
El Intel 80130, denominado "procesador del sistema operativo", se desarrolló como un chip de soporte para los procesadores Intel 8086/8088 y el sistema operativo Intel iRMX86. Intel se refirió al chip como "software en silicio".

## Descripción
Contenía 16 KB de ROM que contenía el código para 35 de las llamadas al sistema iRMX 86, un controlador de interrupción similar al 8259A, circuitos de temporización, un circuito generador de baudios y todos los circuitos necesarios para el control y el almacenamiento en búfer del bus.
No se usó en IBM/PC y, como tal, es un chip menos prominente.

## Arquitectura
El 80130 utiliza una arquitectura orientada a objetos, con objetos que representan tareas, trabajos, buzones, regiones y segmentos. Estos objetos reciben la acción de primitivas, que se pueden invocar como procedimientos PL/M -86.